# Annales
Az annales az ókori és a középkori történetírás egyik legalapvetőbb műfaja.
Az ókorban legfőbb sajátossága az események krónikaszerű, szigorúan évről évre haladó feljegyzése. Az általános szóhasználatban annales névvel illették a távoli múlt eseményeit feldolgozó történeti munkákat, a közelmúlt, esetleg a jelen elbeszélésére hivatott mű elnevezése a historiae volt. Ezt a megkülönböztetést azonban igen gyakran figyelmen kívül hagyták.
A tulajdonképpeni annales legfontosabb előzményei az úgynevezett annales maximi (főpapi évkönyvek) voltak, ezek állítólag nyolcvan kötetet tettek ki. Tartalmuk feltehetőleg a pontifex maximus által évenként a saját épületében felállított, gipsszel bevont naptári táblákon alapult, amelyekre fel voltak jegyezve a magisztrátusok nevei, illetve az adott év legfontosabb eseményei. Ezt a szokást Publius Mucius Scaevola (nem azonos a római mitológiából jól ismert, kezét a tűzbe tartó Mucius Scaevolával) törölte el Kr. e. 131–114 között. Feltehetőleg ebben az időszakban ment végbe az addigi feljegyzéseket tartalmazó Annales Maximi összeállítása is. Mivel e gyűjtemény sajnos nem maradt ránk, vitatott, hogy meddig nyúlt vissza az időben, illetve milyen terjedelemben használtak fel benne még korábbi forrásokat is.
A római történetírás első úttörői (Fabius Pictor, Cincius Alimentus, Aulus Postumius Albinus, Publius Cornelius Scipio Africanus, Caius Acilius) még nem tartoztak a szorosan vett annalisztika körébe: krónikáikat görögül írták, leginkább a hellénisztikus irodalomra támaszkodva. A latin nyelv érvényesülése Idősebb Catónak köszönhető, az ő Kezdetek című műve volt az első komolyabb, latin nyelven írott, s már annalesnek nevezhető munka. Catót követve lépett színre az annalisták első nagy csoportja: Cassius Hemina, Servius Fabius Pictor, Calpurnius Piso Frugi, Caius Sempronius Tuditanus, Gellius és Fannius. Ők is leginkább a hatalmat gyakorló államférfiak közül kerültek ki.
A Gracchusok fellépésével kezdődő politikai harcok, majd a polgárháborúk az annalisztikát mindinkább politikai színezetűvé tették, a szerzőkön egyre inkább érződik pártállásuk. Az annalisták „fiatalabb” csoportjának képviselői (Claudius Quadrigatus, Valerius Antias, Licinius Macer, Lucius Aelius Tubero) általában bőbeszédűbbek szűkszavú, csak a száraz adatok közlésére szorítkozó elődeiknél, ez azonban inkább emeli, mintsem csökkentené történeti értéküket, hisz rengeteg, a korabeli Róma köznapi életére vonatkozó feljegyzést is megörökítettek műveikben. Sok olyan kép, amely ma már az ókori Rómáról alkotott képünk része, nekik köszönheti fennmaradását: a Horatiusok és Curiatusok, Lucretia, Coriolanus, Verginia, Camillus stb. Rajtuk keresztül vált mérvadóvá a történeti hagyomány így kialakult képe Livius és Plutarkhosz műveiben.

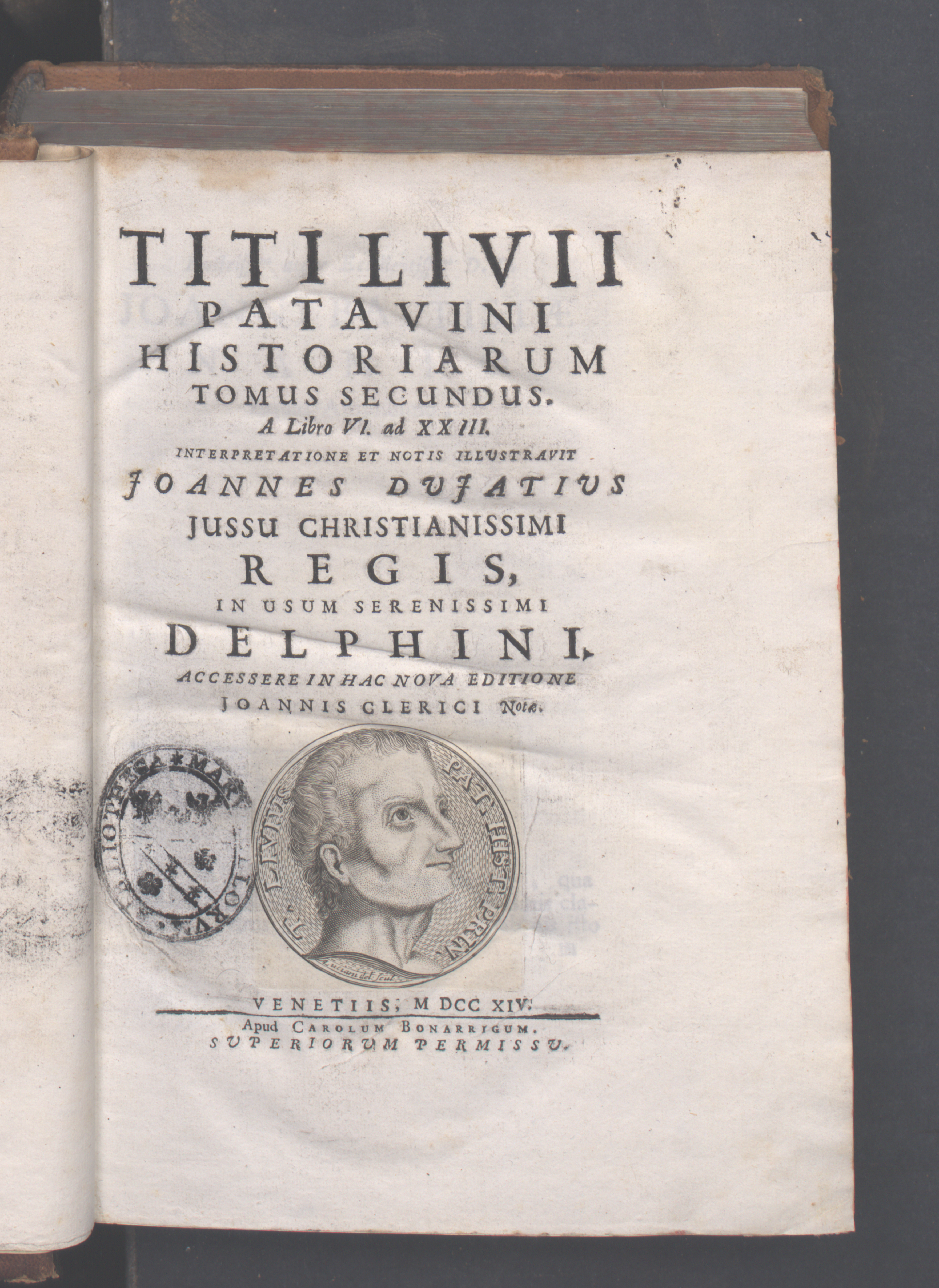
Ab Urbe condita (Annales), 1714

Az annales az annalisztikához szorosan nem köthető művek címében is előfordul, például Lucius Scribonius Libo, Quintus Hortensius Hortalus, Marcus Terentius Varro, Tanusius Geminus, Fenestella és Aulus Cremutius Cordus műveiben. Publius Cornelius Tacitus más című művét röviden maga is annalesnek nevezi, de ugyanezt találjuk Ennius történeti eposzánál is. Egykötetes időtáblázatát Titus Pomponius Atticus is Annali liber-nek nevezte.
Az annales mint műfaj a középkor elején tovább élt, főképp kolostorokban, esetleg az uralkodó udvarában készítettek feljegyzéseket, amelyek az eseményeket követték évről évre, feljegyezve lényeges, de néha egészen jelentéktelen eseményeket is. Az eseményeket már válogató, de az időrendiséget még szorosan betartó műfajt nevezzük krónikának. A história a középkori történetírásban – szemben az ókori históriával – az események legrégebbi idejétől a históriát író személy koráig terjedt. A legpontosabb, legalaposabb leírásra, az összefüggések feltárására törekvő mű a geszta volt, bár a határok a fent említett műfajok közt hamar elmosódtak.